# Arctosa atriannulipes
Arctosa atriannulipes este o specie de păianjeni din genul Arctosa, familia Lycosidae. A fost descrisă pentru prima dată de Strand, 1906.
Este endemică în Etiopia. Conform Catalogue of Life specia Arctosa atriannulipes nu are subspecii cunoscute.